# Β-Uranofaan
Het mineraal β-uranofaan is een gehydrateerd-calcium-uranium-waterstof-silicaat met de chemische formule Ca(UO2)2[HSiO4]2·5(H2O). Het mineraal behoort tot de nesosilicaten.

## Eigenschappen
Het doorzichtig tot doorschijnend groene of (bruin)gele β-uranofaan heeft een glasglans, een lichtgele streepkleur en de splijting van het mineraal is perfect volgens het kristalvlak [010] en matig volgens [100]. Het kristalstelsel is monoklien. Uranofaan heeft een gemiddelde dichtheid van 3,9, de hardheid is 2,5 tot 3 en het mineraal is zeer sterk radioactief. De gamma ray waarde volgens het American Petroleum Institute is 4.485.425,45. Daarmee is het een van de meest radioactieve silicaten.

## Naamgeving
De naam van het mineraal is afgeleid van uranofaan waaraan het chemisch gezien gelijk is.

## Voorkomen
De typelocatie is Jáchymov in Tsjechië.